# Tsovagyugh
Tsovagyugh là một đô thị thuộc tỉnh Gegharkunik, Armenia. Dân số ước tính năm 2011 là 4318 người.